# Weißenfels
Weißenfels este o localitate în districtul Burgenland , landul Sachsen-Anhalt, Germania.

## Personalități născute aici
- Dieter-Lebrecht Koch (n. 1953), om politic, europarlamentar.

1. ↑  Alle politisch selbständigen Gemeinden mit ausgewählten Merkmalen am 31.12.2018 (4. Quartal) (în germană), Statistisches Bundesamt[*], arhivat din original la 10 martie 2019, accesat în 10 martie 2019